# グアーガム

構造式

グアーガム  (Guar Gum) とは、グアー豆のいわゆる胚乳（正確には子葉）部から得られる水溶性の天然多糖類のことである。CAS登録番号は9000-30-0。直鎖状に結合したマンノース2分子に1分子のガラクトースの側鎖をもつ多糖類である。分子量は20～30万。

## 薬用・食用
血糖値上昇抑制作用、コレステロール低下作用、便通改善などの生理効果が知られている。
グアーガムを食事とともに摂取すると、血糖上昇が抑制され、インスリンの分泌も抑制された。
食品添加物として認められており、増粘剤、安定剤、ゲル化剤として広く用いられている。アイスクリーム、和菓子、水産ねり製品、サラダドレッシング、タレ、スープ、ソースなど幅広い食品に利用されている。また、グアー豆を酵素で処理したグアー豆酵素分解物は水溶性食物繊維として用いられている。

## 他の用途
- 織物工業
- 紙工業
- 製薬、化粧品 - 薬効成分の分散媒として。
- 爆薬
- 油田、ガス田 - 地層の亀裂・空隙を保持する[3]。
- 鉱山

シェールガスの生産に伴い2010年ごろからグアーガムの需要は上昇し、その原料であるグアー豆が高騰し以前の40倍にまで達するに至った。需要増加を当て込んで2012 - 2013年に掛け生産設備の拡大がなされたが、原油価格の下落によりほぼ半分の需要にまで落ち込み、農家と、食用にしてきた貧困層の食糧事情に影響が出ている。なおグアー豆の生産はインドとパキスタン以外にもアメリカ、オーストラリア、アフリカでも栽培されている。